# Джамалзаде, Вугар
Вугар Джамалзаде (азерб. Vüqar Vaqif oğlu Camalzadə; род. 9 октября 1974, Баку) — композитор, Заслуженный артист Азербайджана (2015).

## Биография
Джамалзаде Вугар Вагиф оглу родился 9 октября 1974 года в Баку. Женат, имеет двоих детей. Учился в средней школу № 3. В 1983 году поступил в класс фортепиано 7-летней музыкальной школы № 23. В 1991 году поступил на энергетический факультет Азербайджанской государственной нефтяной академии и окончил её в 1996 году. В 1996 году поступил на композиторский факультет Азербайджанской государственной музыкальной академии (педагог, профессор Исмаил Гаджибеков). В 2004 году получил степень магистра БМА. Дипломной работой бакалавра для БМА стала Симфония из 3 частей для большого симфонического оркестра. Магистерская диссертация — Концерт из 2 частей для кяманчи с симфоническим оркестром.
Сочинения: 8 прелюдий для фа-но (1995); Симфоническая зарисовка (1995); Симфонические вариации (1996); Сонатина в 3-х частях для кларнета и фа-но (1997); 3-х частная соната для виолончели и фа-но (1997); Программа симфонической музыки для БСО (1999); Концерт для кяманчи с оркестром (2001); мюзикл-сказка «Его сердце» (2011); Мюзикл-сказка о волшебной птице Нара (2013); Балет Деде Горгуд (2019); а также музыка для многих спектаклей, фильмов и сериалов.
Доцент Азербайджанской национальной консерватории. Тема для получения доктора философии — «Церемониальная тема в творчестве азербайджанских композиторов».

## Награды
- Заслуженный артист Азербайджанской Республики (30 декабря 2015)

## Произведения

### Фильмография
- .Будь человеком! 2 (фильм, 2006) (полнометражный художественный фильм) — композитор, роль: Вугар
- Скажи отцу (фильм, 2006)
- Трудный путь (фильм, 2006)
- Приглашение (фильм, 2003)
- Знак (фильм, 2006)
- Дорогой друг (фильм, 2006)
- Счет (фильм, 2006)
- Каникулы в Стамбуле (фильм, 2007)
- Кома за 0,1 секунды (фильм, 2007)
- Соседи (фильм, 2006)
- Я возвращаюсь домой (фильм, 2014)
- Мешади Ибад-94 (фильм, 2005)
- акуска (фильм, 2006)
- Муха (фильм, 2006)
- Образцовый ученик (фильм, 2006)
- Профессия (фильм, 2006)
- Взяточничество (фильм, 2006)
- Привычка (фильм, 2006)
- Пусть останется между нами (фильм, 2011—2013) (художественный-сериал)
- Свекровь (фильм, 2011)
- Баку, я люблю тебя (фильм, 2015)
- Я возвращаюсь домой (фильм, 2013)
- Кольцо счастья 2 (фильм, 2017)

### Музыка для театральных постановок
Для кукольного театра
«7 гранатовых палочек» (2019), «Дон ки Хот Абшеронский» (2019), «Сказка о Меликмамеде» (2018), «Сказка о Тиктиге и Тактаке» (2014), «Сказка о Красной Шапочке» (2016) и «Сказка о редьке» (2017).
Для Национального драматического театра
- Музыка для спектакля «Брошенная под поезд женщина» (2012).

Для Фонда Гейдара Алиева
- Детский гимн-2008 Спектакль «Зимняя сказка» (2012)

## Книги
«Переложение для эстрадно-джазовых ансамблей и оркестров»

## Дискография
«Один день» — Проект против наркотиков (2014); 11 песен с Ройей Айхан (2009); «Песни Вугара Джамалзаде» (2002); «Моя классика» (2000) и «Лирика» (1997).

## Проекты
- 2002—2011 — Музыкальный конкурс «Новая звезда».
- 2008 — Сотрудничество с азербайджанскими и французскими музыкантами.
- 2012 — Музыкальный руководитель конкурса песни «Евровидение 2012»
- 2013 — Симфоническое попурри к Дням Азербайджана в Каннах, Франция
- 2015 — Музыкальный руководитель международного проекта «Голос»
- 2019—2020 — Музыкальный руководитель Международного музыкального конкурса «Голос дети»
- 2020 — Руководитель музыкального телепроекта Министерства труда и социальной защиты под названием «Равенство» с участием известных исполнителей и талантливых певцов с инвалидностью.